# (5048) Мориарти
(5048) Мориарти (англ. Moriarty) — астероид главного пояса, открытый 1 апреля 1981 года американским астрономом Эдвардом Боуэллом на станции Андерсон-Меса вблизи Флагстаффа. Критерий Тиссерана по Юпитеру для этого астероида равен 3,380.
Астероид назван в честь профессора Джеймса Мориарти, вымышленного персонажа из произведений Артура Конан Дойла о Шерлоке Холмсе, антагониста главного героя. В начале повести «Долина ужаса», иронично говоря о неуязвимости Мориарти для закона и о его гении, Холмс упоминает, что тот является автором книги «Движение астероидов»:

Разве не он прославленный автор «Движения астероидов», книги, затрагивающей такие высоты чистой математики, что, говорят, не нашлось никого, кто мог бы написать о ней критический отзыв?
Оригинальный текст (англ.)Is he not the celebrated author of The Dynamics of an Asteroid, a book which ascends to such rarefied heights of pure mathematics that it is said that there was no man in the scientific press capable of criticizing it?

Орбита астероида Мориарти и его положение в Солнечной системе

Первые наблюдения астероида были проведены в марте 1951 года обсерваторией Гёте Линка в рамках астероидной программы Индианы. Астероид получил обозначение 1951 EJ1. Прежде чем накопленных данных стало достаточно для вычисления орбиты, астероид регистрировался ещё трижды, дважды (1972 и 1978 годы) — Крымской астрофизической, и в 1977 году — Паломарской обсерваторией (временные обозначения 1972 BA, 1978 TV1 и 1977 KJ1 соответственно). Наблюдениями 1981 года на станции Андерсон-Меса астероид был открыт. Постоянный номер (5048) астероиду был присвоен в феврале 1992 года, а в сентябре 1993 он приобрёл своё имя.
Два следующих (по номеру) астероида были также открыты Боуэллом и получили названия в честь Холмса и Ватсона, главных героев цикла: (5049) Шерлок и (5050) Докторватсон.